# 레도시
레도시(Redoshi, c. 1848 – 1937)는 1860년 소녀였을 때 서아프리카에서 노예로 잡혀 미국 앨라배마주로 밀수된 여성이었다. 2020년 이후에 생존한 마틸다 매크리어가 확인되기 전까지는 그녀가 대서양 노예 무역의 마지막 생존 피해자로 여겨졌다. 12세에 서아프리카의 다호메이 왕국과의 전쟁 중 포로로 잡힌 그녀는 미국인에게 팔려 배로 미국으로 이송되었고, 이는 미국법 위반이었다. 그녀는 다시 팔려 댈러스군 (앨라배마주)에 있는 워싱턴 M. 스미스 가족의 고지대 농장에서 노예 생활을 했고, 그곳에서 소유주는 그녀의 이름을 샐리 스미스로 바꾸었다.
레도시는 노예 생활과 재건 시대 이후 선거권 박탈 기간 동안 부과된 짐크로 법을 이겨내고 대공황 시기까지 살았다. 그녀는 미국의 흑인 민권 운동에서 활동하던 사람들과 알게 될 만큼 오래 살았으며, 촬영되고 신문 인터뷰를 한 유일한 여성 대서양 노예 무역 생존자로 알려져 있다.

## 생애
레도시는 현재의 베냉에 있는 서아프리카의 한 마을에 살았다. "레도시"라는 이름은 서아프리카에서는 알려지지 않은 이름이지만, 14개의 유사한 이름이 아프리카 오리진스 데이터베이스에 나타난다. 그녀의 마을은 다호메이 왕국의 전사들의 습격을 받아 그녀의 아버지(아마도 마을 지도자였을)를 죽이고 1860년경 그녀를 12세의 나이로 포로로 잡았다. 그들은 그녀를 불법 노예선 클로틸다의 미국인 선장에게 팔았다. 그녀는 다른 포로인 이미 결혼했고 다른 언어를 구사하는 서아프리카 출신 남자와 강제로 결혼하게 되었다. 그녀의 남편은 나중에 "빌리 삼촌" 또는 "야위스"라고 불렸다.
레도시는 미국으로 노예들을 데려온 마지막 배로 알려진 클로틸다에 실려 이송되었다. 소유주들은 미국이 노예 수입을 폐지한 지 50년이 넘었음에도 불구하고 불법적으로 노예를 들여왔다. 앨라배마의 사업가 티모시 미어는 현재 베냉에 있는 항구 도시 우이다로 노예 구매 임무를 위해 선장과 배를 의뢰했다.

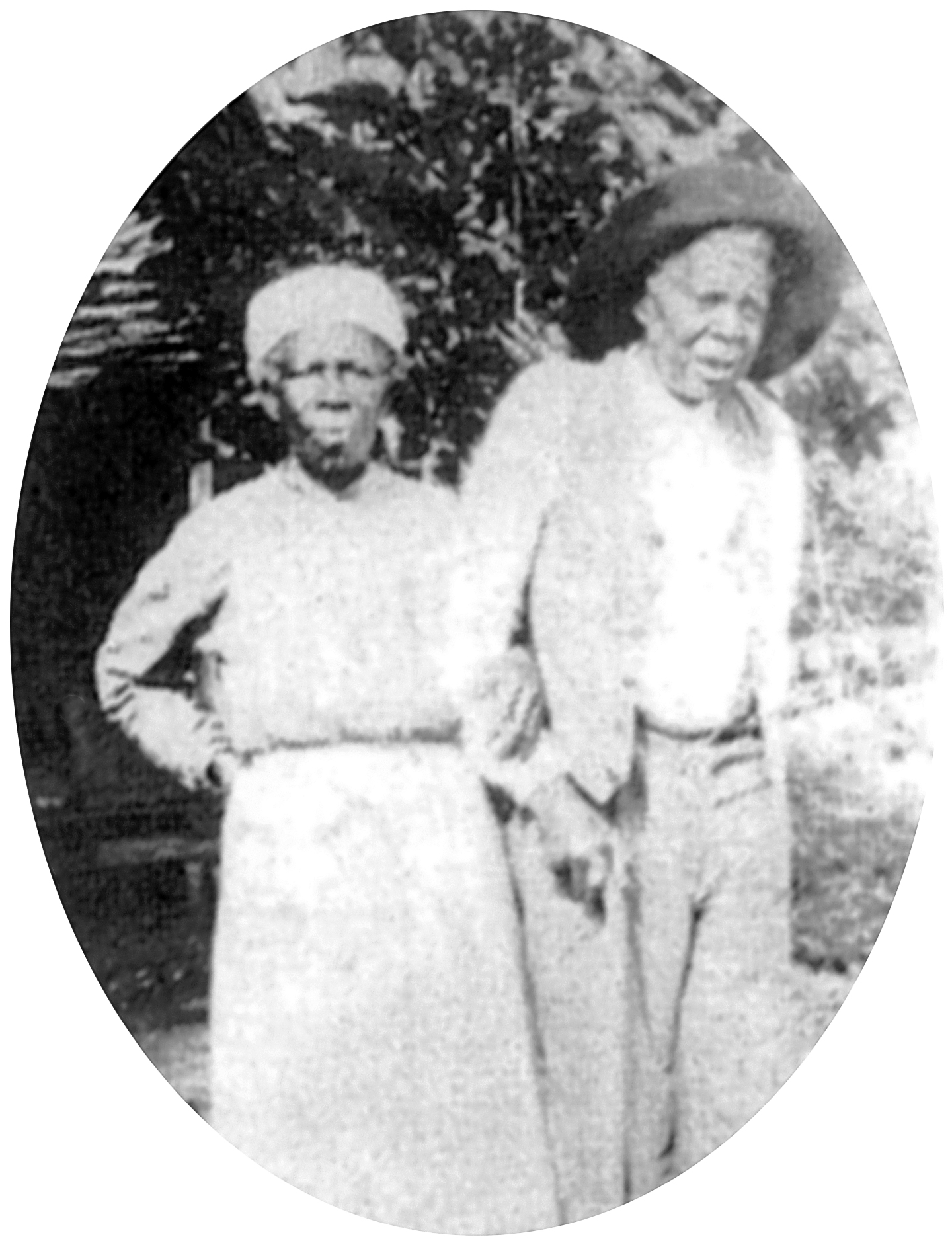
레도시와 그녀의 남편

배가 미어가 살던 앨라배마의 모빌군 모빌에 도착한 후, 레도시는 그녀의 남편과 함께 댈러스군 앨라배마의 농장주 워싱턴 스미스에게 팔렸다. 이 농장은 셀마에서 서쪽으로 약 15 마일 (24 km) 떨어져 있었다. 스미스는 보기치토에 큰 농장을 소유한 부유한 사람이었다. 그는 또한 셀마에 타운하우스를 가지고 있었고 셀마 은행의 설립자 중 한 명이었다. 그는 그녀의 이름을 "샐리 스미스"로 바꾸고 들판에서 일하게 했으며 때로는 큰 집에서도 일하게 했다. 분명히, 레도시와 그녀의 친척들을 납치했던 다호메이 전사 중 두 명도 포로들을 조롱하기 위해 배에 탔다가 선장이 자신들도 미국으로 이송될 것이라고 말할 때까지 배가 출항한 것을 알아채지 못하고 포로로 잡혔다. 그들은 레도시와 함께 들판에서 일했고, 그녀는 그들을 결코 용서하지 않았다.
해방 후 레도시(17세)와 그녀의 남편 야위스는 소작농으로 농장에 계속 살았다. 워싱턴 스미스는 1869년에 사망했지만, 그의 아내는 계속해서 농장을 운영했다. 선금 상인들과 다른 이들과 함께 농장주들은 소작농의 재정을 본질적으로 통제하고 연간 계정을 자신들의 이익에 맞게 정산했다. 레도시와 그녀의 남편은 가난했지만 살아남았고, 보기치토 안팎에 땅을 소유했을 수도 있다. 부부는 딸을 낳아 길렀다. 그녀는 기독교를 받아들였지만, 레도시는 또한 아프리카 종교 전통을 실천하고 딸에게 가르쳤다. 야위스는 1910년대 또는 1920년대에 사망했고, 레도시는 1937년에 사망했다. 그녀의 딸은 미국 인구 조사와 결혼 문서에 "리시", "루트 A.", "레티", "레티아", "레티" 등으로 다양하게 기재되었으며 자녀가 있었다.

## 역사학
72년 전, 아프리카 콩고 강 유역의 타르카르족의 어둡고 유연한 공주는 어두운 대륙의 한가운데에서 남편과 평화롭게 살았습니다. 그녀는 25세였고, 강하고 건강했으며, 정글에서의 삶에 대한 사랑으로 가득 차 있었습니다. 오늘날 이 공주는 거의 백 세가 되어 셀마에서 18마일 떨어진 콸스 농장의 오두막에 살고 있습니다.
뉴캐슬 대학교 (잉글랜드)의 학자 해나 더킨은 레도시의 삶에 대한 기록을 모아 그녀가 불법 노예선 클로틸다와 대서양 노예 무역의 마지막 생존자라고 결론지었다. 이전에는 역사가들이 커주 루이스 (코솔라)가 대서양 노예 무역의 마지막 생존자라고 믿었다. 모빌의 아프리카타운 대변인이었던 그는 수많은 사람들에게 인터뷰를 받았다. 그의 삶은 1914년 엠마 랭던 로체의 책과 1928년 조라 닐 허스턴의 기사에 실렸다. 허스턴은 몇 달 동안 그를 인터뷰하기 위해 앨라배마로 돌아갔고 그에 대한 책을 썼지만, 그녀가 사망한 지 한참 후인 2018년에야 바라쿤: 마지막 "흑인 화물" 이야기로 출판되었다. 부록에는 샐리 스미스가 농부인 제시 스미스라는 아들이 있다고 나와 있지만, 레도시의 유일하게 알려진 자녀는 딸이었다.
더킨은 서아프리카 여성에 대해 언급하는 자료가 제한적임을 지적했다. 랭스턴 휴스에게 보낸 조라 닐 허스턴의 메모와 편지(그녀의 생전에는 출판되지 않음), 1932년 몽고메리 앨라배마 신문 인터뷰, 1938년 연방 정부 교육 영화(그녀가 잠시 등장), 시민 운동가의 회고록에 실린 짧은 기록, 그리고 미국 인구 조사 및 기타 기록의 다양한 자료들이다. 이 자료들은 "단편적이고 자주 모순되며... 이러한 자료들 간의 간극과 불일치는 살아있는 경험으로서의 대서양 노예 제도의 표현 불가능성을 더욱 강조하는 데 도움이 된다"고 더킨은 말했다.
1928년, 허스턴은 친구 랭스턴 휴스에게 앨라배마에서 아프리카계 미국인들을 인터뷰한 여행에 대해 편지를 썼다. 그녀는 루이스가 클로틸다의 유일한 생존자가 아니라고 말하며, "커주보다 나이가 많고 톰비그비 강을 따라 주 위로 약 200마일 떨어진 곳에 있는" "매우 유쾌한" 여성을 만났다고 언급했다. 허스턴은 레도시에 대해 더 이상 쓰지 않았지만, 그녀는 사후에 《Every Tongue Got to Confess: Negro Folk-tales from the Gulf States》(2001)로 출판된 원고의 부록에 "샐리 스미스"라는 이름과 전기적 세부 사항을 포함했다. 이 책은 그녀의 인터뷰 약 500개에 대한 원고와 노트를 바탕으로 했다. 허스턴은 코솔라와 그의 경험에 집중한 《바라쿤》에서는 레도시에 대해 언급하지 않았다.
"샐리 스미스 이모"라고 불린 레도시는 1932년 몽고메리 애드버타이저에 의해 인터뷰되었는데, 당시 그녀는 콸스 가족이 소유한 농장에서 살고 있었다. 이 기사는 그녀가 포로로 잡혔을 때 25세였으며, 타르카르족의 "공주"였고, 코솔라/커주 루이스와 같은 현재의 베냉 마을 출신이라고 보도했다. 더킨은 이 기사가 "여성 중도 항해 생존자의 경험에 전념한 유일한 신문 기사"라고 말한다. 그녀는 이 기록이 백인 기자에 의해 중개되었으며 "백인 인터뷰어의 아프리카 대륙에 대한 낭만적인 환상을 반영하고" "시민 운동 시대 이전의 미국 노예 제도를 자비롭고 '문명화하는' 관행으로 묘사하는 일반적인 방식을 강화한다"고 덧붙였다.
레도시는 1938년 미국 농무부가 터스키기 연구소의 도움을 받아 제작한 교육 영화 《흑인 농부》(The Negro Farmer): 더 나은 농업과 더 나은 삶을 위한 확장 작업에 출연했다. 이 영화는 "흑인들의 도시 북부로의 대규모 이주를 막기 위한" 의도로 "흑인 농촌 생활에 대한 가부장적인 묘사"로 묘사되었다. 스미스는 영화에 잠시 출연했지만 대사는 없었다. 그녀는 클로틸다의 두 번째 생존자이자 대서양 노예 무역에서 촬영된 유일한 여성이다. 이 작품은 미국 의회도서관에 보관되어 있다. J. 에멧 윈은 《인종 차별 기록: 미국 농무부 다큐멘터리의 아프리카계 미국인, 1921~42》(Documenting Racism: African Americans in US Department of Agriculture Documentaries, 1921–42)에서 이 영상을 묘사하며, "샐리 스미스 이모"의 짧은 전기가 백인 내레이터에 의해 제공되는 침묵의 초상화가 블랙 벨트 지역 남부 농부들의 열악한 생활 조건을 강조한다고 말한다. 이는 USDA의 지침에 따라 농업 개선을 촉진하고 "흑인들이 남부 농장에 머물러야 한다"는 영화의 메시지를 강조하려는 노력의 일환이다.
앨라배마의 시민권 운동가 아멜리아 보인턴 로빈슨은 1979년 회고록 《요르단 강을 건너는 다리》(Bridge across Jordan)에서 1936년경 "샐리 이모"를 만났다고 말했다. 보인턴 로빈슨은 나중에 1960년대 초 그곳에서 유권자 등록 및 기타 풀뿌리 활동을 조직했다. 그녀는 스미스가 아프리카에서 왔으며 그들이 가족 내에서 아프리카 문화 전통을 유지하는 것에 대해 이야기했다고 언급했다. 역사가 앨스턴 피츠는 1989년 (2017년 재판) 《셀마: 200주년 기념》(Selma: A Bicentennial)에서 레도시의 짧은 전기를 실었는데, 이는 "콸스 가족 전통"과 로빈슨의 책에 실린 기록을 바탕으로 한 것이다.

## 같이 보기
- 미국 노예 제도의 마지막 생존자 목록
- 1808년 이후 미국으로의 노예 수입